# Antártida Ocidental

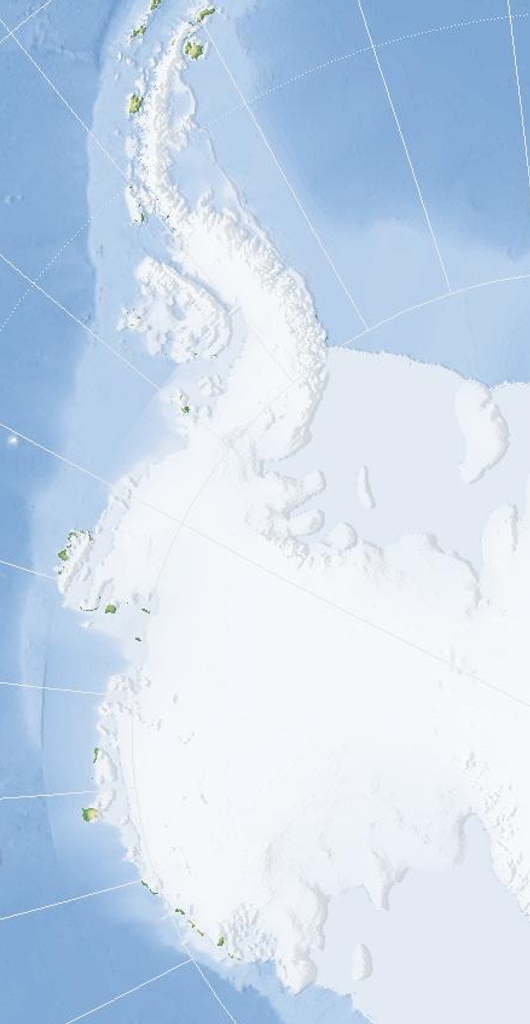
Mapa vazio da Antártica Ocidental.

A Antártida Ocidental, ou ainda Antártida Menor é uma das duas principais regiões do continente antártico (a outra sendo a Antártida Oriental), localizada no lado do Oceano Pacífico dos Montes Transantárticos, compreendendo a Terra de Marie Byrd, Terra de Ellsworth, assim como a Península Antártica. Toda a região da Antártica Ocidental está posicionada no Hemisfério Ocidental. Os limites costeiros da região são as áreas banhadas pelo mar de Ross e pelo mar de Weddell.
Essa região abriga a maior parte da biodiversidade da Antártida, principalmente na área que não é coberta por gelo durante o verão, na Península Antártica.